# Кајл Катарн
Кајл Катарн (енгл. Kyle Katarn) је лик из измишљеног универзума Звезданих ратова, главни лик видео игара Star Wars: Dark Forces и његових наставка. Катарн је постао изненађујуће чувен лик из проширеног универзума, надвисивши популарност Маре Џејд.

### Рад за Империју
Син Моргана и Патрише Катарн, фармера са Сулона, похађао је Империјалну академију на Кариди када је његову мајку убио неисправни сигурносни дроид БТ-16. Он је постао одликован војник Империје, али је његов отац, што је њему било непознато, подржавао Побуњенике. Након напада на његову родну планету Сулон (званично напад Побуњеника), изгубио је свог оца. Кајл је почео да мрзи Побуњенике и предводио је многе операције Империје против њих. Једна од таквих мисија је био напад на AX-456, комуникациони центар Побуњеника смештен на астероид који је емитовао антиимперијалну пропаганду становницима сектора Барма и то је водило до сличних постројења у оближњим секторима Халдин и Клајап. Због заслуга у вођењу ових мисија одликован је империјалном медаљом за храброст.
На крају је сазнао од Џејн Орс, двоструког агента Империјалне обавештајне службе (заправо је радила за Побуњенике), да је његов отац мучен и убијен због издаје. Сложио се да ослободи Џејн и пребегне, поставши неутрални плаћеник. Џен је представила Кајла Мон Мотми, вођи Алијансе, и он је постао важан шпијун.

### Кајл као побуњеник
Кајл никада није био званични члан Побуњеничке Алијансе, већ више плаћеник који је радио непосредно за Мотму. Мотма га је тајно слала у мисије које су процењене као превише опасне или тешке за праве оперативце Алијансе и био је изузетно добро плаћен за своје услуге. На полеђини омота игре Dark Forces, Катарн је приказан како носи оклоп Мандалоријанског јуришника - ово је потврђено када је Катарн заробљен и један од његових циљева је био да поврати своју опрему.
Недуго пре догађаја из "Нове наде“, Катарн се сам убацио у постројење Империје да би украо планове за прву Звезду Смрти као део операције Небеска удица. Планови су даље прослеђени принцези Леји, што је довело до тога да Дарт Вејдер крене у потеру за њом и да је зароби.
Након битке за Јавин и уништења прве Звезде Смрти, Империја се одужила Побуњеничкој Алијанси покретањем пројекта Мрачни војник, тајну истраживачку иницијативу Империје која је производила моћне борбене дроиде који су нападали светове Алијансе. Након неколико авантура (укључујући и оне са Џаба Хатом и Боба Фетом), Кајл је успео да порази Мрачне војнике и да уништи пројекат Мрачни војник.
Након сведочења о Кајловом учинку у бици, Вејдер је изрекао необавезно напажање о потенцијалу у Сили младог плаћеника, изазвавши тиме очекивање играча да ће наставак имати везе са Џедајима. Такође, многи играчи су били разочарани одсуством светлосне сабље из широког списка оружја, чак иако је за правилно руковањем њоме потребно познавање Силе.
Као последица своје победе над Мрачним војницима, Кајл је надгледао тренинг командоса Алијансе и брзо је оформио одред агената познатих као Катарнови командоси. Поручник Пејџ, један од његових кадета, је преузео вођство над одредом када се Кајл повукао. Кајл је такође учествовао у мисији Специјалних снага које је саставио Корвин Шелвеј, у којој се удружио са Широм Бри и Ерлингом Тредвејем да би саботирао суперласере друге Звезде Смрти.

### Кајл као Џедај
Годину дана након битке код Ендора, Кајла је посетио дух Џедаја Рана, који му је рекао за џедајско наслеђе Кајловог оца; Морган Катарн је помогао Џедај учитељу да затвори Долину Џедаја. Кајл је отпутовао до очеве радионице на Сулону, месецу Салуста, да би пронашао породичног дроида по имену ВиЏи да би протумачио поруку његовог оца. Након што је очева порука одгонетнута, дроид је онда избацио Ранову светлосну сабљу из своје унутрашњости. Кајл је кренуо на путовање на ком се борио против фракције Мрачних Џедаја, предвођене Џереком, који је убио његовог оца и Рана. Током свог путовања, Кајл се борио против шест других Мрачних Џедаја који су пратили Џерека. Он ја поразио, али је потедео Јана. Затим се борио и убио је Горка, Пика и Мауа, али је сваким дуелом Кајл све више приближавао себе мрачној страни. Његове авантуре су га довеле до тајног џедајског места за сахрањивање, Долину Џедаја, где су духови многих Џедаја и Сита мирно лежали, заробљени тамо након битке код Руусана. Ово место је било веза енергије из које су они који су осећали Силу могли да црпе велике количине Силе. Џерек је покушавао да преузме ову моћ за своје циљеве.
Кајлов брод је уништен, али је Кајл побегао, павши у несвест. Једна од последњих Мрачних Џедаја Сарис и њен усвојени син Јан су извукли бесвесног Џедаја из олупине као знак захвалности зато што је Кајл поштедео Јанов живот. Бок, други Мрачни Џедај је уништио Кајлову сабљу и отишао да помогне Џереку. Сарис је кренула да убије Кајла, али је Јан због осећаја кривице због убиства Рана и и због Кајлове поштеде његовог живота, блокирао светлосном сабљом њен ударац. Сарисина сабља је скренула и ударила Јана, смртно га ранивши. Када се Кајл пробудио, чуо је Јана како говори да Катарн не би требало да умре кукавичком смрћу и да је заслужио поштену борбу. Јан је након тога издахнуо, вероватно се вративши на светлу страну. Пошто је његова сабља уништена, Кајл је узео Јанову сабљу и победио Сарис, пазивши да не пређе на мрачну страну у том чину.
Кајл је пожурио у Џедајски храм и сукобио се са Боком, који се борио са две светлосне сабље, али није био раван Кајловим вештинама. Након побеђивања Бока, Кајл је пожурио да заустави Џерека. Њих двојица су се сукобила, а Кајл је разоружао Џерека. Мрачни Џедај је покушао, али није успео да привуче Кајла на мрачну страну. Катарн је бацио назад Џереку његову светлосну сабљу. Покупивши своје оружје, Џерек је појурио на Кајла, усијавши своју сабљу. Кајл се склонио у страну, али је оставио оштрицу своје сабље на Џерековој путањи, ранивши га у десно раме и руку. Рана је била смртна и Џерек је умро. Кајл је ослободио (према пророчанству) душе Џедаја, које је хиљадама година раније заробио Лорд Каан.
Иако је играч имао избор алтернативног краја изабравши мрачну страну, у ком Кајл узима моћи Долине и постаје нови Император, канонски крај је онај у коме Кајл наставља да буде Џедај.
Кајл је наставио радити заједно са Џејн за Нову Републику. Радио је заједно са Бејом, Дашом Рендаром и Гуријем у мисији на Саију и скоро уништивши Свемирску станицу Квен док је хватао Кетонског шпијуна.
Кајл је преузео сталнију улогу у Новој Републици радећи заједно са Пејџовим командосима, вршећи мисије на различитим световима као што су Кашиик, Будолајз и Гарос IV.
Након својих авантура, Кајл је бацио Јанову сабљу у направио је своју плаву сабљу као део тренинга. Лук Скајвокер је понудио да даље тренира Кајла, али је Кајл био превише уплашен да би могао прећи на мрачну страну и одбио је.

### Мистерије Сита
Приближно пет година након ових догађаја, бивша плаћена убица Мара Џејд је дошла под Кајлово старатељство, начинивши ретку везу узајамног учења. Током овог периода, док су истраживали рушевине на мртвом свету Дромунд Каас, Кајл је дошао под утицај мрачне силе, али га је Мара, једва избегавши да и сама пређе на мрачну страну, убедила да се врати на светлу страну.
Лук Скајвокер је други пут понудио Кајлу обуку и он је овај прихватио, верујући да ће даљи тренинг помоћи да умири своју мрачну половину. Кајл се одрекао Јанове сабље и направио је своју. Такође је развио пријатељство са колегом, џедајским тренером Кораном Хорном, али када су двојица ученика Академије пали на мрачну страну, Кајлов страх од мрачне стране се увећао и прекинуо је обуку, предавши своју сабљу Луку и вратио се свом послу плаћеника као партнер Џејн Орс. Извештаји Обавештајне службе Нове Републике су наговештавали да су Кајлове тактике било посебно „крвожедне“. Скоро увек је намерно вршио комплетне потраге за метама. Посебно важна је била мисија на Татуину у коме је само један припаданик Галактичке Империје остављен жив због саслушавања. Он је био толико потресен да је открио да његова потичу са планете Кеџим.

### Борба против Десана
Три године након Мистерија Сита, Кајл се суочио са много непријатеља попут Родијанаца Бида и Рила Барука, Гран Ри-Јеса и мрачног Џедаја Десана и његовом помоћницом Тавион.
Џејн Орс је заробљена од стране Десана и наводно ју је убила Тавион. Разјљућен због смрти своје партнерке, Кајл се вратио у Долину Џедаја на Русану да би повратио моћ, али је упозорен од духа свог оца о поквареној моћи Долине. Такође је упозорио Кајла на надолазећу опасност. Кајл је затим ушао у енергетско поље долине да би повратио своју моћ Силе и још једном је корачао опасно близу мрачној страни. Вратио се у Џедајску академију на Јавину 4 да би још једном започео тренинг и да би поврадио своју светлосну сабљу коју је предао Луку Скајвокеру из безбедносних разлога. Такође је сазнао да је Десан био пали ученик Лука Скајвокера. Лук и Кајл су кренули широм галаксије да би привели Десана правди. Током свог путовања и дуела са Тавион на Беспину је сазнао да је Џејн још увек жива. Она је на крају спашена, омогућивши Кајлу да превазиће своју жеђ за осветом. Такође је сазнао да је Десан пронашао Долину Џедаја тако што је пратио Кајла и да је почео са стварањем армије мрачних Џедаја којом би владао галаксијом. Кајл је пратио Десана до Џедајске академије на Јавину 4 и након жестоког дуела светлосним сабљама га је убио, окончавши његове планове о владавини.
Након Десановог пораза, Кајл је одлучио да задржи своју светлосну сабљу и да настави путевима Силе као инструктор и Џедај учитељ у Луковој академији.

### Џедај учитељ
У овој игри, Кајл је пребачен у улогу споредног лика. Он је постао учитељ двојице ученика Џејдена Кора и Роша Пенина. Оба ученика су била талентована и брзо су примили Кајлову мудрост. Кајлов задатак у овој игри је био да порази култ Сита знак као Следбеници Рагноса. Рош је на крају подлегао мрачној стрни и придружио се Следбеницима Рагноса. Кајл се опет срео са Тавион, вођом култа, која је поседовала уређај знан као Штап Рагноса и планирала је да оживи древног Господара Сита Марку Рагноса.
Кајлов други ученик, Џејден Кор је на крају постао Џедај, али зависивши од избора играча, Џејден је могао прећи на мрачну страну тако што би убио Роша или је могао остати на светлој страни опростивши му. У потоњем избору, Кајл је поносан на свог ученика који побеђује Тавион. Ако би Џејден прешао на мрачну страну, Кајл би се борио са бившим учеником, који га је надјачао користећи Штап Рагноса, украден од побеђене Тавион. Џејден бежи, а Кајл се пита да ли би требало да буде Џедај, узевши одсуство да би разумео Џејдена.
Док још није званично јасно који крај је канон, званичан став Лукасфилма у играма где играчи могу да бирају између светле или мрачне стране је традиционално такав да је крај светле стране канон.